# Dracunculus medinensis
La filaria di Medina o verme di Guinea, Dracunculus medinensis, è un nematode. È un endoparassita la cui presenza provoca la dracunculosi, malattia infettiva diffusa specialmente in Africa, Medio Oriente, India e Pakistan. Il nome dracunculus deriva dal latino per "piccolo drago".
L'infezione avviene in seguito all'ingestione di acqua contenente i copepodi (dei piccoli crostacei), a loro volta infestati dalle larve di questo parassita. Nel ciclo vitale di questo nematode, che ha come ospite definitivo l'uomo, i copepodi rappresentano l'ospite intermedio.
In antichità, il Dracunculus medinensis veniva estratto avvolgendolo delicatamente attorno ad un bastoncino (dal quale probabilmente deriva il bastone di Asclepio). L'estrazione poteva durare anche giorni e doveva essere eseguita da medici esperti, allo scopo di evitare che il verme si spezzasse durante l'estrazione: infatti, in questo caso, sarebbe stato impossibile estrarre la parte del verme rimasta in profondità al di sotto del tessuto cutaneo.

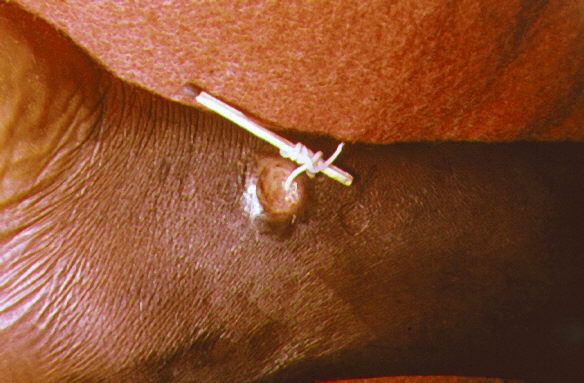
Estrazione di Dracunculus medinensis.